# 乙酸-2-己烯-1-醇酯
乙酸-2-己烯酯（英語：2-hexenyl acetate）是一种有机化合物，化学式C8H14O2，可见于细柄草等物种。
它可由2-己烯醇和乙酸酐在乙酸氧钒催化下反应制得。